# Lippmann Hirsch Loewenstein
Lippmann Hirsch Loewenstein (geboren am 1. Dezember 1809 in Menzingen; gestorben am 12. Dezember 1848 in Frankfurt-Rödelheim) war ein deutsch-jüdischer Orientalist und Bibelübersetzer.

## Leben
Lippmann Hirsch Loewenstein war das zweitälteste Kind der in Steinbach ansässigen Esther und des Vorsängers Jerocham Löw Loewenstein, die zu Beginn ihrer 1804 geschlossenen Ehe bis um 1814 im Großherzogtum Baden lebten. Nachdem sich Lippmann Hirsch 1823 für ein Jahr in Mannheim weitergebildet hatte, studierte er von 1824 bis 1827 Philosophie an der Universität Heidelberg, wo er später auch promovierte. Von 1827 oder 1828 bis 1848 wohnte er mit dreieinhalb Jahren Unterbrechung als Permissionist (genehmigungspflichtiger Ausländer) in Frankfurt. Von 1840 bis 1843 publizierte er zur Damaskusaffäre. Dabei schrieb er im April 1841 einen Brief an Leopold Zunz. 1842 hatte er ein Exemplar seiner neuesten Schrift „Ueberzeugungen eines Israeliten, gegenüber dem Proselytentum“ dem württembergischen Ministerium des Inneren gesendet. Das von ihm selbst kommentierte Antwortschreiben wurde in der Frankfurter Ober-Postamts-Zeitung veröffentlicht und ebenso als Bericht in der von Julius Fürst herausgegebenen Zeitschrift Der Orient. Nach 1842 war Loewenstein Korrektor im Verlagshaus von Isaac Lehrberger in Rödelheim (dessen Büro später von Seligmann Baer gehalten wurde).
Mit Ausbruch der Revolution 1848 wandte sich Loewenstein den Demokraten zu. Am 24. Mai 1848 wurde er wegen seiner Reden bei demokratischen Volksversammlungen und Arbeitervereinen in und um Frankfurt aus der Stadt verwiesen. Fortan hielt er sich in Rödelheim auf. Nachdem er sich im Oktober 1848 in Frankfurt aufhielt, wurde er kurzzeitig verhaftet und inhaftiert. Er verfasste daraufhin, bereits erkrankt, am 14. November eine letzte ausführliche und als Flugschrift verbreitete Beschwerde. Wenig später verstarb er. Nach Zeitungsberichten wohl in der Nacht des 12. Dezember 1848, als seine Wohnung in Brand geriet und er einem Herzstillstand erlag.
Seine Ehefrau Helene, geb. Worms (1817–1898) heiratete nach dem frühen Tod ihres Mannes den im Juli 1822 in Württemberg geborenen Moritz Loewenstein, mit dem sie nach 1850 nach New York auswanderte und 5 Kinder bekam. Möglicherweise war dieser Moritz Loewenstein ein Verwandter oder gar der im Juli 1822 in Bonfeld unter dem ursprünglichen Vornamen Moses geborene Bruder von Lippmann Hirsch Loewenstein.
Ein weiterer Bruder war der Lehrer und Vorsänger Jakob Löwenstein (1819–1884) der jüdischen Gemeinde von Heilbronn.

## Werke
Wenige auf Hebräisch geschriebene Frühwerke ab 1833 finden sich in einem von dem Bibliografen Meyer Roest bearbeiteten Katalog.
- Die Proverbien Salomos, mit Benutzung älterer und neuerer Manuscripte, Frankfurt a. M. 1838
- Die Tränen oder Klagelieder Jeremias, mit Benutzung älterer und neuerer Manuscripte, Frankfurt a. M. 1838
- Damascia. Die Judenverfolgung zu Damaskus und ihre Wirkung auf die öffentliche Meinung, Rödelheim  1840 (Digitalisat der UB Frankfurt)
- Mismor le-Toda. Danklied an Sir Moses Montefiore, als er aus dem Morgenlande zurückgekehrt, Rödelheim 1841
- Ueberzeugungen eines Israeliten, gegenüber dem Proselytenthum, Rödelheim 1842
- Stimmen berühmter Christen über den damaszener Blutprozess. Als Anlage zu der Schrift Damascia, Rödelheim 1843 (Digitalisat)
- Die fünf Bücher Mosche's mit deutscher Übersetzung von L. H. Loewenstein, Rödelheim 1848. Mehrere Auflagen